# Красна Талівка (пункт контролю)
48°50′50″ пн. ш. 39°50′4″ сх. д. / 48.84722° пн. ш. 39.83444° сх. д.
Кра́сна Та́лівка — пункт пропуску через державний кордон України на кордоні з Росією. Через пропускний пункт здійснювався лише автомобільний вид контролю. У лютому 2015-го уряд закрив 23 пункти пропуску, серед яких і пункт пропуску «Красна Талівка».
Розташований у Луганській області, Станично-Луганський район, поблизу села Красна Талівка, на автошляху Р22. З російського боку розташований пункт пропуску «Волошине», Міллерівський район Ростовської області.
Вид пропуску — автомобільний. Статус пункту пропуску — міжнародний, місцевий (цілодобовий).
Характер перевезень — вантажний, пасажирський.
Окрім радіологічного, митного та прикордонного контролю, автомобільний пункт пропуску «Красна Талівка» може здійснювати фітосанітарний, ветеринарний, екологічний контроль та контроль Служби міжнародних автомобільних перевезень.
Пункт контролю «Красна Талівка» входить до складу однойменного митного посту Луганської митниці. Код пункту пропуску — 70214 04 00 (11).
12 серпня (з 22:45 до 23:00) 2014 року під час війни на Донбасі пункт контролю був обстріляний артилерією та мінометами з боку Росії (село Волошино).
25 серпня 2014-го в бойовому зіткненні прикордонники зупинили диверсійно-розвідувальну групу, котра порушила кордон з території Росії. Бій тривав 2,5 години, терористів підтримували вогнем з Російської Федерації — міномети, 2 БТР та 2 БМП. Також українських прикордонників обстрілювали некерованими реактивними снарядами 2 бойові вертольоти Мі-24 Збройних сил РФ. У бою загинули 4 прикордонники, 3-х поранено, однак прорив через кордон не відбувся, диверсанти ж вивезли своїх поранених та вбитих під прикриттям вогню російських БТРів та вертольотів до Росії. Серед полеглих — підполковник Пікус Євген Михайлович, старший прапорщик Арнаут Дмитро Ілліч, старший прапорщик Фірсов В'ячеслав Олександрович, молодший сержант Сороченко Олег Сергійович.
4 вересня пункт пропуску обстріляний російським військовими з селища Прогной Ростовської області.
8 листопада 2014-го поблизу Красної Талівки на кордоні з Російською Федерацією підірвалися два українські прикордонники на встановленій розвідувально-диверсійною групою бойовиків міні; обох з осколковими пораненнями госпіталізували в районну лікарню Біловодська.
25 серпня 2015 року в Красній Талівці відкрили пам’ятник загиблим у бою 25 серпня 2014 року прикордонникам. Ескізи пам’ятника розробила литовська художниця, волонтерка Беата Куркуль.